# 砌生豬肉
砌生豬肉（英語：Police perjury）是香港常見的用語，據報最初起源於19世紀後期，廉政公署未成立前的皇家香港警察捏造證據及誣告，後來擴展到其他的插贓嫁禍及誣告。由於「砌生豬肉」令被告得不到公平的審訊，造成冤獄；而捏造證據和誣告的行為，會導致法庭不能公正審理案件，該等行為已構成妨礙司法公正。因此被揭發「砌生豬肉」，涉案的人員應被處分、甚至被起訴。

## 起源
根據前皇家香港警務人員藝人陳欣健，於網台 D100（砌生豬肉起源話你知） 上解釋廣東話俗語「砌生豬肉」的最早起源，源於19世紀後期（1974年廉政公署未成立前）當時皇家香港警隊貪污猖獗，部份壞警員為了獲得不法利益而受賄，或堆砌偽證令沒有犯法的市民入罪。當時警隊雜項調查隊負責調查小販非法擺賣，而販賣生肉需要牌照，如沒有牌照販賣生肉會觸犯衛生條例，可被拘捕起訴一個嚴重嘅罪名，警察對付一些沒有繳交賄款的小販，會於家中借用豬肉， 砌詞小販非法販賣生肉以勒索金錢。自此之後，砌生豬肉被引用為誣告或者冤獄等。
另一說法是「砌生豬肉」的出現最早可追溯到19世紀後期的香港。當時香港已成為英國殖民地，雖然香港的居民主要是華人，華人社會地位卻低於英國人和其他外籍人士。而早期的香港警察，大部分都是來自英國或同樣是英國殖民地的英屬印度。當時香港的華人大部分都未有接受英語教育，所以很多華人都不懂英語；香港的司法和執法機關卻由英國人管理，所以通用英語。華人對於陌生的英語，便以接近的粵語發音直譯。「砌生豬肉」的「生豬」，便是來自英語 charge，即是中文的檢控；至於「砌」則是來自中文，即是「堆砌」。「堆砌」和代表檢控的「生豬」结合，就是堆砌罪名檢控的意思。另外也有一說認為，charge 曾經被直譯為更接近的粵語詞彙「差廚」，後來因為以訛傳訛才變為「生豬」。

## 應用
「砌生豬肉」原是市民批評警方捏造證據和誣告，後來隨著該術語的普及，警方也採用「砌生豬肉」稱呼這種插贓和誣告的行為。「砌生豬肉」除了包括警員直接使用偽證的誣告，警方以不當手法逼使被告自白認罪也屬於「砌生豬肉」。
因為「砌生豬肉」會侵害到被告證明清白的權利，所以香港警察設有投訴警察課，後來更另外設立獨立於警方的監警會處理警察濫權的投訴。因為「砌生豬肉」本身涉及妨礙司法公正的罪行，所以一旦有警員被揭發「砌生豬肉」，便要面對處分，甚至刑事起訴。由於該術語在香港甚為普及，所以律政司司長也曾以「砌生豬肉」回應傳媒對於起訴不公的質疑。
「砌生豬肉」的指控已不侷限於香港警察。在香港具有與中國內地城管類似角色的食環署前線人員常與小販發生衝突，便發生過食環署人員以偽證控告小販的情況。

## 社會事件
因為「砌生豬肉」是指捏造證據的誣告，香港有不少社運團體會帶象徵「砌生豬肉」的生豬肉參加遊行集會，作為示威的道具。2003年，香港特別行政區政府為有關叛國罪、分裂國家罪、煽动颠覆国家政权罪、顛覆國家罪的基本法第23條進行立法，引起多個團體憂慮會導致警權過大、甚至出現政治逼害；有遊行人士把豬肉掛在政府總部門外，表達對基本法第23條立法後會被「砌生豬肉」的不滿。2005年8月，記者程翔在北京被公安以間諜罪拘捕，有記者組織帶同生豬肉遊行，抗議中國當局控告程翔的罪名是「砌生豬肉」，最後把生豬肉掛在中聯辦門外表達不滿。2014年5月，香港有政黨抗議中國當局拘捕中國維權律師浦志強，遊行團體最後把象徵「砌生豬肉」的豬肉掛在中聯辦外的鐵馬上。
2014年9月，香港發生爭取真普選的佔中事件，香港政府官員、建制派與爭取普選社運人士、泛民主派公開爭鋒相對。香港特首梁振英聲稱掌握社運組織勾結外國勢力的證據，卻一直未有公開有關證據以證實指控；泛民主派在立法會批評政府官員的指控是「砌生豬肉」，有議員以「砌生豬肉」反駁勾結外國勢力是堆砌出來的指控。

## 傳媒事件
「砌生豬肉」最初僅用於表達政府機構的濫權權力，欺壓市民的情況，現在香港有傳媒以「砌生豬肉」抨擊對手。2014年8月，由親政府組織發起的反佔中大遊行，被指派錢利誘街坊參加，親政府的《文匯報》便以「砌生豬肉」指責對手《蘋果日報》的報導是裁贓嫁禍。

## 電影題材
因為「砌生豬肉」在香港有多年歷史，在1960年代香港警察貪污猖獗的時期，更甚為常見，於是便有不少電影以此作為背景，1997年11月上映的《黑獄斷腸歌之砌生豬肉》更以「砌生豬肉」作為電影的名稱，電影以1960年代的警察「砌生豬肉」陷害無辜的記者入獄作為劇情的主軸，該電影由梁朝偉擔任主角飾演「砌生豬肉」的受害者。
1980年代荷里活電影《第一滴血》的主角蘭保（史泰龍飾），亦是因為被小鎮警察「砌生豬肉」，而展開在森林裏逃亡的劇情。